# 誓言今生
《誓言今生》是中国大陆于2011年拍摄的，由钱滨、易丹编剧，刘江执导，郭晓东、姜武、李雪健、王彤主演的电视剧。2012年2月4日首播于中央台一套黄金档。2012年9月获得第26届中国电视金鹰奖优秀电视剧奖和最佳导演奖提名。2013年12月获得第29届飞天奖长篇电视连续剧一等奖。剧情是从解放前夕到改革开放近半个世纪一对国共特工老冤家对抗的故事，历史背景均为真实历史事件。

## 导演
导演刘江，中国大陆影视剧独立导演，中国电视金鹰奖、飞天奖、白玉兰奖，最佳导演奖获得者。《誓言今生》是其第10部导演作品。

## 主要演员
- 郭晓东，中共特工黄以轩。
- 姜武，国民党特工孙世安。
- 李雪健，香港富商晏先生。
- 王彤，晏思淮

## 制作团队
- 摄影：陈昆晖
- 美术：崔韧
- 音乐：刘思军
- 剪辑：张大朴

## 创作过程
2010年底国安文化传媒投资有限公司联合上海东方传媒集团等机构，邀请导演刘江执导电视剧《誓言今生》。该剧于2011年1月8日在上海车墩影视基地开机，5月杀青，2012年2月4日在中央台一套黄金档首播。

## 获奖
2012年6月获得第18届白玉兰奖优秀电视剧提名。
2012年6月主演姜武获得第18届白玉兰奖最佳男演员提名。
2012年9月获得第26届金鹰奖优秀电视剧奖。
2012年9月导演刘江获得第26届金鹰奖最佳导演奖提名。
2013年12月获得第29届飞天奖电视剧一等奖奖。
《誓言今生》和《媳妇的美好时代》还在2012年9月双双获得第12届国家五个一工程奖优秀电视剧奖。